# Comuna Cernîleava, Iavoriv
Cernîleava (în ucraineană Чернилява) este o comună în raionul Iavoriv, regiunea Liov, Ucraina, formată din satele Cernîleava (reședința) și Lisok.

## Demografie
Componența lingvistică a comunei Cernîleava
     Ucraineană (99,89%)
     Alte limbi (0,1%)
Conform recensământului din 2001, majoritatea populației comunei Cernîleava era vorbitoare de ucraineană (99,89%), existând în minoritate și vorbitori de alte limbi.